# Margaret Roper

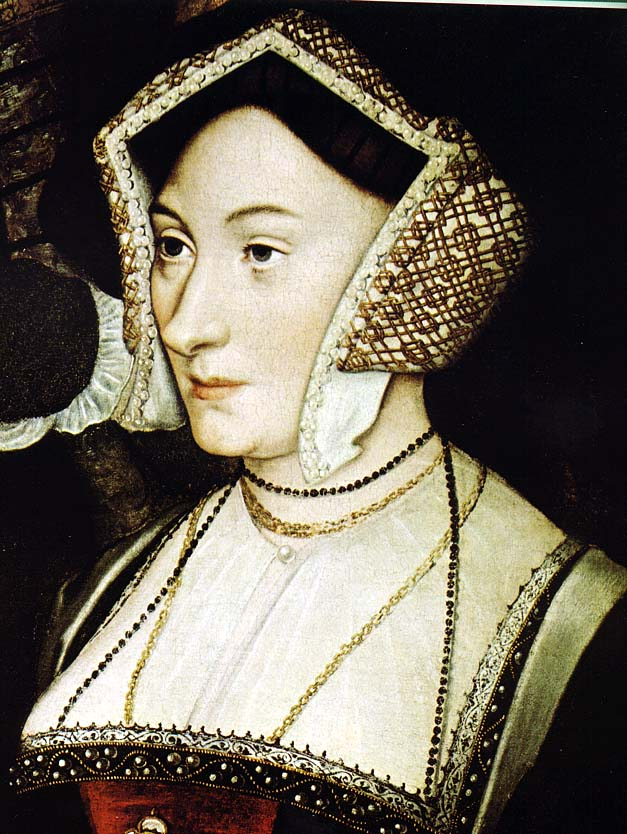
Margaret Roper, Detail einer Kopie einer Zeichnung von Hans Holbein, um 1527

Margaret Roper geborene More und genannt auch Margaret More Roper und Margaret More-Roper (* 1505 in Cheapside, London; † Dezember 1544 in Chelsea, London) war eine englische Übersetzerin und eine der ersten Gelehrten Großbritanniens. Von ihrem Vater, dem Humanisten Thomas More, in den gleichen Fächern unterrichtet wie ihr Bruder, galt sie als eine der gebildetsten Frauen Europas. Sie war ab 1521 verheiratet mit dem Juristen und Biografen William Roper und stand in regem Briefwechsel mit ihrem Vater sowie mit dessen bestem Freund Erasmus von Rotterdam, dessen Vaterunser-Kommentar sie übersetzte. Nachdem ihr Vater auf Befehl Heinrichs VIII. hingerichtet worden war, gelang es ihr, die Schriften und Briefe, die er während seiner Gefangenschaft verfasst hatte, zu sichern und für die Nachwelt aufzubewahren.

## Leben

### Geburt und Kindheit
Margaret More-Roper wurde im Jahr 1505 als erste Tochter von Thomas More und Joan Colt in Bucklersbury, Cheapside, geboren. Kurz nach ihrer Entwöhnung wurde Margaret Giggs, die gleichaltrige Tochter einer verstorbenen Freundin der Familie, als Ziehtochter aufgenommen. Sie wurde Margarets engste Freundin. Auch leibliche Geschwister folgten bald. 1506 wurde Elizabeth († 1564) geboren, ein Jahr später eine weitere Schwester namens Cecily. 1509 erblickte schließlich ihr Bruder John († 1564) das Licht der Welt. Nach dem Tod ihrer Mutter im Jahre 1511 heiratete ihr Vater innerhalb eines Monats die Witwe Alice Middleton, die eine Tochter Alice, sechs Jahre älter als Margaret, mit in die Ehe brachte. Gemeinsame Kinder entsprangen dieser Ehe nicht mehr.
Schon im frühen Kindesalter kam die junge Margaret mit europäischen Humanisten in Berührung. Erasmus von Rotterdam, ein Freund ihres Vaters, war anlässlich der Krönung Heinrichs VIII. eine Weile zu Gast bei der Familie More. Über die Jahre hinweg entwickelte sich zwischen ihm und Margaret eine Freundschaft. Für ihn war ihre Entwicklung besonders interessant. Während Thomas More den Ideen Platons, Frauen ebenfalls Bildung zukommen zu lassen, offen gegenüberstand, blieb Erasmus skeptisch. Aus seiner Sicht war Ausbildung für eine Frau allenfalls eine Möglichkeit des Zeitvertreibs, wie Musik und Handarbeiten.

### Unterricht und Ausbildung
Ungefähr 1516 begann John Clement, ein Page und Sekretär Thomas Mores, in London als Lehrer an Mores Privatschule (bezeichnet als „platonisch-christliche Akademie“) zu unterrichten. Zu seinen Schülern gehörten auch Margaret und ihre Geschwister, denen er Griechisch und Latein beibrachte. Als Kardinal Wolsey Clement eine Stelle als Dozent in Oxford verschaffte, fand Thomas More einen neuen Lehrer für seine Kinder in dem Cambridgedozenten William Gonnell. Margaret stellte sich rasch als begabte und ehrgeizige Schülerin heraus. In einem Brief an seine Tochter schrieb More:

„Ich war hocherfreut, deinen Brief zu erhalten, meine liebste Margaret. Spätere Briefe werden noch erfreulicher sein, wenn sie mir von deinen und deines Bruders Studien berichten, von eurer täglichen Lektüre, euren angenehmen Diskussionen, euren Essays, den rasch verfliegenden Tagen, die durch literarische Studien vergnüglich werden. Jetzt erwarte ich von jedem einzelnen von euch fast jeden Tag einen Brief. Ich werde keine Ausreden dulden. Niemand hält euch vom Schreiben ab, im Gegenteil, alle spornen euch dazu an.“

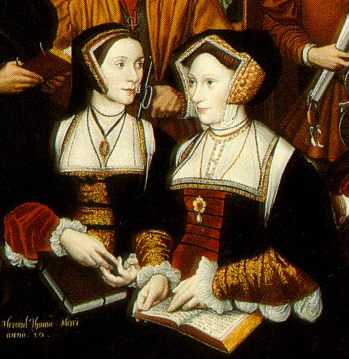
Cecily und Margaret bei ihren Studien

Der Lehrplan der Kinder bestand zunächst in der Lektüre der Bibel und den Schriften der Kirchenväter. Täglich wurde Margaret in Lateinübersetzungen geschult, sowie in Poesie und dem Schreiben von Aufsätzen, teilweise auch in Latein. Da ihr Vater 1518 eine Stelle als königlicher Berater angenommen hatte, war er für längere Perioden nicht zu Hause, was Gonnell dazu nutzte, Margaret und ihre Geschwister zum Briefeschreiben zu ermutigen, um ihren Ausdruck und Stil zu schulen. Durch allmählich komplexere Autoren wie Sallust und anspruchsvollere Bibelstellen wurden Margarets schriftliche Lateinkenntnisse bald so ausgezeichnet, dass ihr Vater ihr voll des Lobes schrieb:

„Es gibt keinen Grund, geliebte Tochter, mir auch nur einen Tag nicht zu schreiben, nur weil du aus Unsicherheit fürchtest, deine Briefe wären so schlecht geschrieben, dass ich sie nur mit Missfallen lesen könnte. Meine liebe Margaret, deine Briefe waren so elegant und geschliffen und gaben dir wenig Grund, das nachsichtige Urteil eines Vaters zu fürchten.“

Ab ca. 1521 wurde Margaret auch in Mathematik, Geographie und Astronomie, etwa durch Nicolaus Kratzer, unterrichtet. Dennoch gab es zwischen der Ausbildung der Schwestern und des Bruders einen entscheidenden Unterschied. John wurde auch in Rhetorik unterrichtet, um aus dem Stegreif Reden halten zu können, was für Frauen als unschicklich galt. Die Mädchen lernten stattdessen Musik und Handarbeiten. Für den Vater stellte die Bildung einer Frau eine Möglichkeit dar, ihr zu mehr Besonnenheit und Tugend zu verhelfen. Mehr Selbstständigkeit und öffentliche Anerkennung für gelehrte Frauen hingegen waren keineswegs sein Ziel. Diese Haltung wurde offensichtlich, als Margaret mit dem Gedanken spielte, eines Tages selbst ein Buch zu veröffentlichen. Für More war dieser Plan ein Ausdruck von Eitelkeit und Arroganz, hart an der Grenze zur Unsittlichkeit. 

„Obwohl ich Bildung vereint mit Tugend allen königlichen Schätzen vorziehe, bringt Ruhm für Bildung, wenn man moralische Redlichkeit abzieht, nichts als notorische und bemerkenswerte Unverschämtheit hervor, besonders bei einer Frau.“

 Eine Frau sollte ihre Bildung vertiefen, um sich geistig weiterzuentwickeln, nicht um in der Öffentlichkeit damit zu prahlen. Lediglich ihr engster Familienkreis sollte in den Genuss ihrer Werke kommen. Solange sie unter der Vormundschaft ihres Vaters stand, musste Margaret daher ihre literarischen Pläne und Ambitionen beiseitelegen.

### Beziehung zu ihrem Vater
Trotz seiner Strenge bezüglich ihrer schriftstellerischen Ambitionen hatte Margaret ein sehr herzliches, inniges Verhältnis zu ihrem Vater. In seinen Briefen nannte er sie häufig „Meg“ oder „geliebte Tochter“ und er war voller Stolz und Rührung über ihre Fortschritte. Die Bildung seiner Töchter lag ihm am Herzen.

„Ich versichere dir, ehe ich meinen Kindern gestatte, untätig und faul zu sein, würde ich Reichtum opfern und mich von anderen Sorgen und Tätigkeiten verabschieden, um mich meinen Kindern und meiner Familie zu widmen, von denen mir keines lieber ist als du, meine geliebte Tochter.“

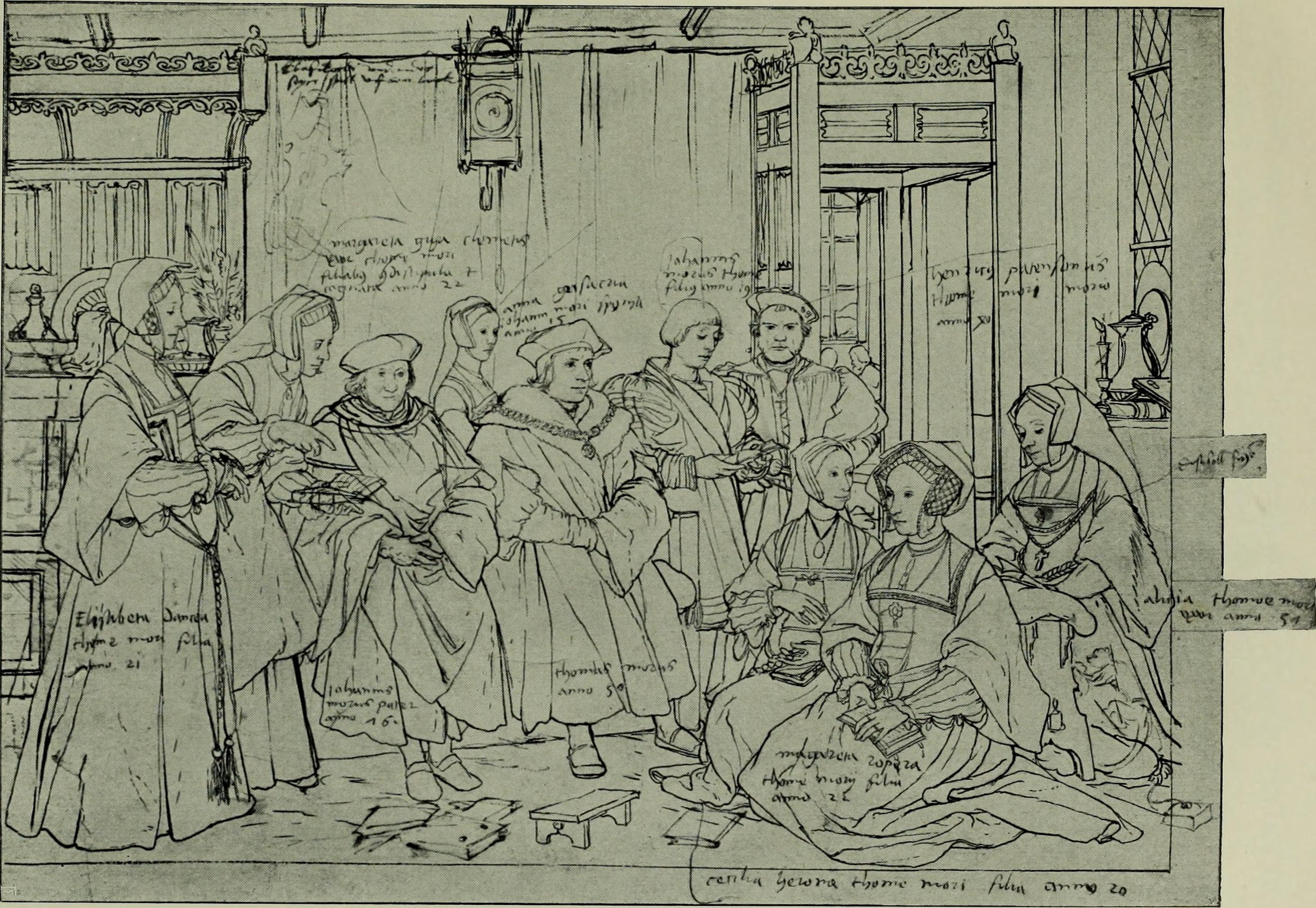
Die Familie des Thomas Morus, Zeichnung von Hans Holbein d. J., um 1527

Ihre beachtlichen Leistungen machten Thomas More so stolz, dass er auf wenngleich sehr subtile Art vor seinen Freunden mit seiner gescheiten Tochter prahlte. Eine Methode war, im Gespräch mit Freunden „zufällig“ einen Brief von Margaret zu finden und ihn dem Freund zu zeigen. Auf diese Weise gelangten Margarets Schriften u. a. auch in die Hände von Reginald Pole, der sich von More kaum überzeugen lassen wollte, dass eine junge Frau etwas Derartiges ohne die Hilfe eines Lehrers geschrieben hatte.

„Die Ungläubigkeit der Menschen beraubt dich des Lobes, das du mit deinen Anstrengungen so redlich verdienst, denn sie werden niemals glauben, wenn sie lesen, was du geschrieben hast, dass du dir nicht regelmäßig Hilfe dabei suchst, obwohl von allen Autoren du diese Verdächtigungen am wenigsten verdienst.“

Wie sehr More seine älteste Tochter am Herzen lag, zeigte sich an seiner Reaktion, als sie schwer krank wurde. Im Jahr 1528 suchte der Englische Schweiß das Land heim und forderte unzählige Todesopfer. Auch Margaret Roper blieb nicht von der Krankheit verschont. Es war bereits bekannt, dass Patienten, die im Verlauf der Krankheit einschliefen, letztendlich sterben würden, weshalb die Ärzte versuchten, sie wach zu halten. Doch Margarets Zustand verschlechterte sich zusehends und ihr Vater betete verzweifelt für ihr Leben. Margarets Ehemann William Roper schrieb in seiner Biografie Life of Sir Thomas More: 

„Ihr Vater, der sie über alles liebte und zutiefst besorgt um sie war, suchte im Gebet zu Gott nach einem Heilmittel für sie. Wie er es stets tat, kniete er in seiner Kapelle nieder und flehte den allmächtigen Gott unter Tränen an, so es denn Sein Wille wäre, ihm seine demütige Bitte zu gewähren. Währenddessen kam ihm in den Sinn, dass ein Klistier die einzige Möglichkeit war, ihr zu helfen. Als er es den Ärzten sagte, gaben sie nach und nach zu, dass es tatsächlich die beste Methode sei, staunend, dass sie nicht früher daran gedacht hatten. Sogleich wurde es ihr im Schlaf verabreicht. Entgegen allen Erwartungen erholte sie sich wundersamerweise, wie man glaubte, durch die inbrünstigen Gebete ihres Vaters, und erlangte schließlich ihre Gesundheit zurück. Ihr Vater sagte, hätte es Gott damals gefallen, sie in seine Gnade aufzunehmen, hätte er selbst sich nie wieder in weltliche Angelegenheiten eingemischt.“

Im Laufe der Zeit wurde Margaret zur engsten Vertrauten ihres Vaters. Sie war eine der wenigen Menschen, die wussten, dass er ein Cilicium trug, ein Umstand, den er lange Zeit auch vor seiner zweiten Ehefrau geheim hielt. Laut William Ropers Biografie Thomas Mores war Margaret diejenige, der ihr Vater das Cilicium zum Waschen anvertraute. Einmal, so Roper, hatte Mores Mündel und zukünftige Schwiegertochter Anne Cresacre ihn das Cilicium tragen sehen, was sie zum Lachen brachte. Margaret, die davon erfuhr, erzählte es ihrem Vater unter vier Augen, der daraufhin sorgfältig darauf achtete, es niemanden mehr sehen zu lassen. Kurz vor seiner Hinrichtung sandte er es ihr, damit es auf dem Schafott niemand sah.

### Ehe mit William Roper

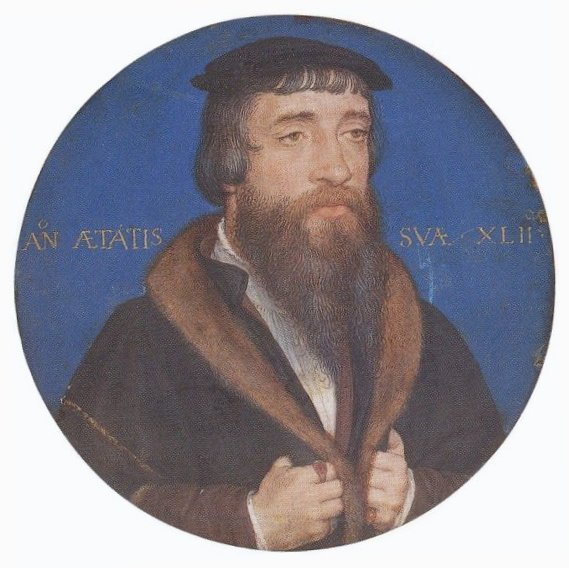
William Roper, von Hans Holbein

Im Sommer 1521 wurde Margaret More im Alter von 16 Jahren in der Kirche St. Stephen Walbrook mit dem Juristen William Roper verheiratet, dem ältesten Sohn eines Bekannten ihres Vaters. Die Eheleute kannten sich bereits vor ihrer Verheiratung, da Roper als Margarets Mitschüler in ihrem Elternhaus wohnte. Über die Mitgift konnten sich beide Familien lange nicht einigen, bis More schließlich einen Vorschlag machte, den alle akzeptabel fanden. Margaret und William Roper erhielten für fünf Jahre freie Kost und Logis in Bucklersbury und die Mitgift, zusammen mit Margarets Ländereien, würde zu einem späteren Zeitpunkt ausgezahlt werden. Es ist wahrscheinlich, dass William Roper von nun an zusammen mit seiner Frau Thomas Mores „Schule“ besuchte, denn Thomas More schrieb an Margaret: „Ich freue mich, dass dein Mann dieselben Studien aufgenommen hat wie du. Ich werde mich stets bemühen, dich zu überzeugen, ihm in allem nachzugeben, jetzt allerdings gebe ich dir meine ausdrückliche Erlaubnis, ihn in Astronomie zu überflügeln!“
Die Ehe mit William Roper sollte sich streckenweise recht turbulent gestalten. William lag in einem langen Rechtsstreit mit seinem Vater, der wenig Interesse zeigte, seinem ältesten Sohn seinen gesamten Besitz zu vermachen. Zusätzlich begann William Roper ein steigendes Interesse an der Reformation und den Ideen Martin Luthers zu entwickeln. Pikanterweise hatte Thomas More im Namen des Königs eine Schmähschrift gegen Luther verfasst und verachtete die Reformatoren als Ketzer. Es gelang More allerdings nicht, seinen Schwiegersohn zu überzeugen. Möglicherweise war es Margarets Einfluss, der ihren Mann dazu bewog, sich wieder dem Katholizismus zuzuwenden. 1529 waren ihr Vater und William Roper offenbar wieder versöhnt, denn Thomas More, nun Lordkanzler von England, verschaffte William einen Sitz im Parlament.

### Eine der gebildetsten Frauen Europas
Auch als verheiratete Frau hielt Margaret den Briefkontakt zu Erasmus aufrecht. Aus dieser Zeit stammt die Anekdote, die Erasmus dazu bewog, sie als eine der gebildetsten Frauen Europas zu bezeichnen. Während der Lektüre von Cyprians Briefen, die Erasmus ediert hatte, fiel Margaret ein Fehler bei Erasmus auf, der die Bedeutung eines Satzes gravierend änderte. Gleichzeitig stellte sie fest, dass der betreffende Brief in Wahrheit nicht von Cyprian, sondern von dem Ketzer und Schismatiker Novatian stammte. Erasmus, etwas verlegen wegen seines Fehlers, war zutiefst beeindruckt von Margarets Fähigkeiten und schrieb zu ihrem Lob einen lateinischen Dialog, in dem eine gelehrte Magdalia einen törichten Abt namens Antronius der Dummheit und Inkompetenz überführt.
Ein weiterer Bekannter Margarets war Juan Luis Vives, der später im Auftrag der Königin Katharina von Aragón ein bedeutendes Werk über die Bildung von Frauen und ein Lehrbuch für die junge Prinzessin Maria veröffentlichen sollte.
Im Jahr 1525 wurden Margaret Roper und ihre Schwestern Elizabeth und Cecily zum ersten und einzigen Mal an den königlichen Hof eingeladen, um dort die Weihnachtsfeiertage zu verbringen. Tatsächlich aber sollten sie ihre Talente unter Beweis stellen, da der König stets an Bildung interessiert war. Sein illegitimer Sohn Henry Fitzroy wurde bereits in Latein unterwiesen und es stellte sich die Frage, ob er auch Griechisch lernen sollte. Da die Schwestern von klein auf in dieser Sprache unterrichtet worden waren, wollte Heinrich VIII. sich selbst überzeugen, ob Griechisch tatsächlich geeignet war, den jungen Verstand zu schärfen. Vor dem königlichen Hof disputierten Margaret, Cecily und Elizabeth und präsentierten ihre Argumente zu verschiedenen kniffligen Rechtsfällen, in denen sie für verschiedene Seiten eintraten. Ein Zeitgenosse, der Margarets Notizen sah, erklärte: „Je schwieriger eine solche Verteidigung ist, desto größer die Macht ihrer Beredsamkeit und ihres Witzes.“

### Veröffentlichung als Übersetzerin, Briefe

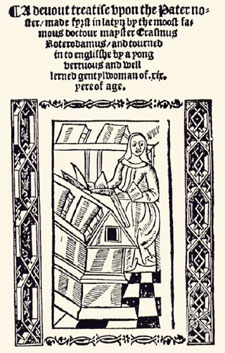
Titelblatt von Margaret Ropers Erasmus-Übersetzung A Devout Treatise upon the Pater Noster, London 1526

Eine 1521/1522 von ihr verfasste Abhandlung über die Vier letzten Dinge, Treatise of the four last things, wurde nicht veröffentlicht. Auch ihre Eusebius-Übersetzung aus dem Griechischen wurde nicht publiziert. Nur die gedruckte Übersetzung eines Textes von Erasmus von Rotterdam und vier eigene Briefe sind von Ropers Schriften erhalten, so ein als Autograph erhaltener Brief an Erasmus vom 4. November 1529, zwei an Thomas More von 1534 und einer an Alice Alington vom August 1534.
Ihre Gelehrsamkeit brachte Margaret mitunter hart an die Grenze zur Ketzerei, zumindest im religiös unruhigen Klima Englands. Mit neunzehn Jahren (1523/1524) hatte sie Erasmus’ Precatio dominica ins Englische übersetzt, wobei sie den Schwerpunkt darauf legte, dass der Text laut vorgetragen werden konnte und den Ton des Autors zu treffen: „Ich bemühte mich, den gleichen Stil und Effekt ins Englische zu übertragen, so genau wie es der Ernst und die Wichtigkeit einer so bedeutsamen Geschichte verlangen.“
Mit Hilfe des Arztes ihres Vaters, ihres Lehrers Richard Hyrde, fand Margaret einen Verleger namens Thomas Berthelet. Aufgrund der geltenden Moralvorstellungen wäre es allerdings unschicklich gewesen, ihr Buch unter ihrem Namen zu veröffentlichen. Es erschien 1524 in London unter dem Titel A Devout Treatise upon the Pater Noster, made first in Latin by the most famous doctor Master Erasmus Roterodamus, and turned into English by a young, virtuous and well-learned gentlewoman of xix years of age. Allerdings ließ sich anhand des Vorwortes von Richard Hyrde die wahre Identität der Autorin erahnen.
Als 1526 die erste Auflage des Buches vergriffen war und ein Neudruck nötig wurde, stellte sich heraus, dass es entgegen gültiger Bestimmungen der Kirche nicht zur Genehmigung vorgelegt worden war. Margarets Verleger Berthelet erhielt von Bischof Richard Fox von Exeter die Aufforderung, sich für den Verkauf „eines gewissen Werkes, genannt The Treatise of the Pater Noster, übersetzt von Master Ropers Ehefrau“ vor Gericht zu verantworten. In dieser Situation half ihr Richard Hyrde, der vermittelt durch seinen Freund Stephen Gardiner, den Sekretär des Kardinals Wolsey, diesen dazu bewog, die Neuauflage binnen kürzester Zeit zu genehmigen und den Druck sogar mit seinem persönlichen Wappen zu dekorieren, um seine Unterstützung zu demonstrieren. Die zweite Auflage erschien dann zwischen 1526 und 1530.

### Freundin und Vertraute des Vaters
Die Situation der Familie verschlechterte sich rapide, als Heinrich VIII. im Jahr 1532 den Titel des Oberhaupts der englischen Kirche beanspruchte. Thomas More trat als Lordkanzler zurück und blieb auch den Krönungsfeierlichkeiten Anne Boleyns fern. Da Margaret und William nach wie vor in Thomas Mores Haus lebten, verbrachten sie etwas mehr als ein Jahr in steigender Armut. Als die neue Königin 1534 ihre einzige Tochter Elizabeth zur Welt brachte, ging Heinrich unverzüglich daran, mit einem neuen Gesetz die Thronfolge zu Elizabeths Gunsten zu ändern. Der 1. Act of Succession beinhaltete u. a. einen Eid jedes Untertanen, dass die Neuregelung der Thronfolge und Heinrichs Ehe mit Anne Boleyn rechtskräftig war. Kurz bevor das Gesetz in Kraft trat, überschrieb Thomas More Margaret und William das Grundstück Butts Close, einen Teil seines Anwesens in Chelsea. Mit einem eigenen Haus war im schlimmsten Fall, d. h. der Konfiszierung von Mores Besitztümern wegen Hochverrats, zumindest die Zukunft der Ropers gesichert. Nur wenig später wurde More aufgrund seiner Weigerung, den Eid zu leisten im Tower inhaftiert.

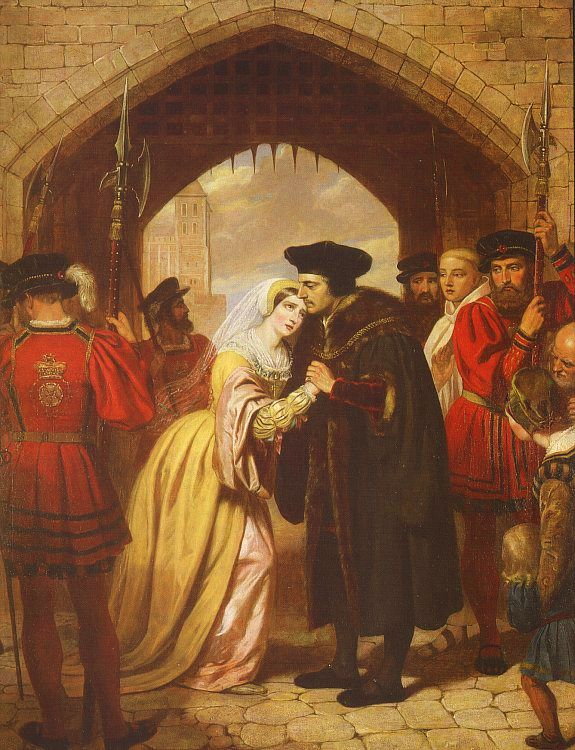
Margarets Abschied von ihrem Vater, fiktional, 19. Jahrhundert

In den Monaten seiner Gefangenschaft wurde Margaret für Thomas More die einzige Verbindung zur Außenwelt. Dank seines Dieners John Wood gelang es ihm, Briefe zu seiner Tochter zu schmuggeln, die sie nicht nur beantwortete, sondern auch sammelte. Im Gegensatz zu ihm hatte Margaret den Eid geleistet, was es ihr erlaubte, ihn zu besuchen. Der Staatssekretär Thomas Cromwell hatte nach wie vor Hoffnung, dass Thomas More doch noch überzeugt werden konnte, weshalb er Margaret Roper tagsüber uneingeschränktes Besuchsrecht gestattete. Während ihrer Besuche und ihres Austauschs mit ihrem Vater entstand sein Werk A Dialogue of Comfort against Tribulation. Zudem schrieb Margaret einen Brief an ihre Stiefschwester Alice, der einen Dialog zwischen ihr und ihrem Vater enthielt. In diesem Dialog vertrat Margaret die Seite derer, die den Eid geleistet hatten, während Thomas More seinen Standpunkt vorbrachte. Da Margaret und ihre Geschwister von klein auf Briefeschreiben benutzt hatten, um Themen vorzustellen und zu diskutieren, besteht unter Historikern die Vermutung, dass der Dialog zum Teil fiktional ist, um ihn literarisch dramatischer zu gestalten. Es kann daher nicht mit völliger Sicherheit gesagt werden, dass Margaret um jeden Preis versuchte, ihren Vater zu überzeugen, den Eid zu leisten.

Als sich am 3. November 1534 das Parlament wieder versammelte, wurden Margaret weitere Besuche untersagt und Mores Haftbedingungen verschärft. Dennoch fand weiterhin ein heimlicher Briefwechsel zwischen ihnen statt und Margaret schickte ihrem Vater ein selbst verfasstes Gebet, was ihn zu den gerührten Worten veranlasste: 

„Dein liebevoller Brief, mein geliebtes Kind, war und ist mir, wie ich dir versichere, ein größerer innerer Trost als es meine Feder ausdrücken kann, besonders da Gott in Seiner großen Güte dir die Anmut gibt, den unvergleichbaren Unterschied zu erfassen zwischen der elenden Existenz in diesem Leben und dem Reichtum des Lebens, das zu jenen kommt, die in Gott sterben.“

Am 1. Juli 1535 wurde Thomas More zum Tode verurteilt. Auf seinem Weg zurück in den Tower kämpfte Margaret sich durch die Soldaten zu ihrem Vater vor und umarmte und küsste ihn ein letztes Mal. Sein letztes Werk De Tristitia Christi schmuggelte er aus dem Tower zu Margaret mit den Worten, dass er ihr nun den tiefsten Grund seines Herzens enthüllt hatte. In einem letzten Brief an sie schrieb More: 

„Liebe Meg, niemals gefiel mir dein Verhalten zu mir besser als in dem Moment, wo du mich zum letzten Mal geküsst hast, denn ich liebe es, wenn töchterliche Liebe und gute Barmherzigkeit sich nicht um weltliche Etikette scheren. Leb wohl, mein liebes Kind und bete für mich, wie ich es für dich und all deine Freunde tun werde, dass wir uns fröhlich im Himmel wieder sehen werden. Ich danke dir für dein großes Opfer.“

### Das Andenken des Vaters

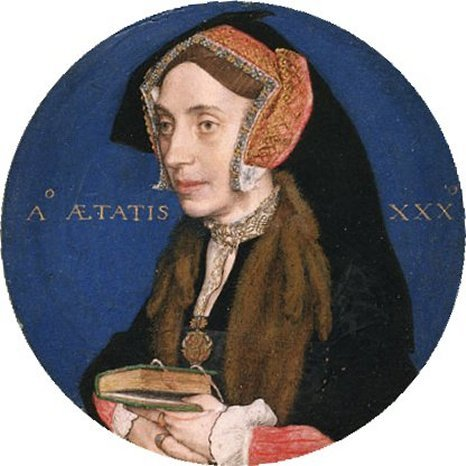
Margaret Roper, Miniatur, vermutlich von Hans Holbein, um 1538

Im August 1535, einen Monat nach der Hinrichtung ihres Vaters, begab sich Margaret Roper mit ihrem Dienstmädchen Dorothy Colley zur London Bridge, wo die Köpfe verurteilter Verbrecher ausgestellt wurden. Sie blieben dort für gewöhnlich zwischen zwei und sechs Wochen und wurden nach Ablauf dieser Frist in die Themse geworfen. Margaret gelang es, den Brückenmeister zu bestechen und den Kopf ihres Vaters zu retten. Statt in die Themse geworfen zu werden, wurde er Margaret überreicht, die ihn nach Chelsea brachte und dort in Gewürzen einlegte, um ihn am Verwesen zu hindern.

Im Oktober wurde sie zu Cromwell berufen, der sie fragte, ob sie mit dem abgeschlagenen Kopf einen Kult propagiere und ob sie die Papiere ihres Vaters verstecke. Margaret antwortete ruhig:

„Ich habe den Kopf meines Vaters davor bewahrt, von den Fischen verschlungen zu werden, weil ich ihn beerdigen möchte, und ich besitze kaum Bücher oder Papiere außer einiger weniger persönlicher Briefe, und ich bitte Euch untertänigst um Erlaubnis, diese behalten zu dürfen.“

Bereits zu seinen Lebzeiten hatte Margaret die Briefe ihres Vaters gesammelt und nun ging sie daran, seine Werke zu edieren, um sie eines Tages zu veröffentlichen. Hilfe bei dieser Aufgabe erhielt sie vom ehemaligen Sekretär ihres Vaters, John Harris, von ihrer Ziehschwester Margaret Giggs (nun nach ihrer Hochzeit Margaret Clement) und von Geoffrey Pole, Bruder Reginald Poles und Sohn Margaret Poles. Als Cromwell Pole im Zuge der Exeter-Verschwörung verhörte, fragte er ihn wütend: 

„Wie oft habt Ihr in den letzten zwölf Monaten oder zwei Jahren Mrs Roper oder Mrs Clement getroffen und wo habt Ihr sie getroffen? Welche Kommunikation bestand zwischen Euch und ihnen in Bezug auf Sir Thomas Mores Tod und anderer und die Gründe dafür? Habt Ihr von irgendwelchen Briefen, Schriftstücken oder Büchern gehört, die ihnen oder ihren Freunden geschickt wurden? Was war der Inhalt dieser Briefe?“

Einmal mehr kam Margaret mit einer scharfen Verwarnung davon, doch als 1540 der Mann ihrer Schwester Cecily aufgrund einer falschen Bezichtigung als Verräter hingerichtet wurde, musste sie einsehen, dass das Manuskript zu Lebzeiten Heinrichs VIII. nicht veröffentlicht werden konnte. Stattdessen konzentrierte sie sich auf die Erziehung und Bildung ihrer eigenen Kinder, die sie nach dem Vorbild der „Schule“ ihres Vaters unterrichtete.

### Tod
Der Druck auf die Familie wurde erhöht, als William Roper 1544 unter dem Verdacht, gegen Thomas Cranmer zu intrigieren, im Tower inhaftiert wurde. Noch vor Ende des Jahres wurde Margaret schwer krank. Sie starb während der Weihnachtsfeierlichkeiten im Alter von 39 Jahren und wurde in der Pfarrkirche von Chelsea begraben, zusammen mit dem Kopf ihres Vaters. Ihrer Tochter Mary, welche die Kirchengeschichte des Eusebius vom Griechischen ins Lateinische und Englische übersetzte, und ihrer Ziehschwester Margaret Giggs gelang es schließlich unter der Herrschaft Marias I., Margaret Ropers Traum zu verwirklichen und die gesammelten Werke ihres Vaters zu veröffentlichen. 1557 erschienen sie unter dem Titel The Works of Sir Thomas More, Knight, Sometime Lord Chancellor of England, written by him in the English tongue. Nach dem Tod William Ropers im Jahr 1578 wurde Margarets Sarg in Ropers Gruft in St. Dunstan in Canterbury überführt, so dass die Eheleute letztendlich nebeneinander beigesetzt wurden.

## Kinder und Nachkommen
Margarets Heirat mit William Roper brachte insgesamt 5 Kinder hervor:
1. Elizabeth (1523–1560), verheiratet in 1. Ehe mit John Stevenson, in 2. Ehe mit Sir Edward Bray
2. Mary († 1572), kinderlos verheiratet mit Stephen Clarke, in 2. Ehe mit James Basset (Söhne Philip und Charles)
3. Margaret (ca. 1530 – ca. 1580), verheiratet mit William Dawtrey (Sohn William)
4. Thomas (1534–1598), verheiratet mit Lucy Browne, Schwester des ersten Vicomte Montague (Sohn Sir William und 5 Töchter)
5. Antony, verheiratet mit Anne Cotton (Söhne Sir Antony und Henry, Tochter Jane)

Nach Margarets Tod blieb William Roper für den Rest seines Lebens unverheiratet.

## Darstellung in der Kunst

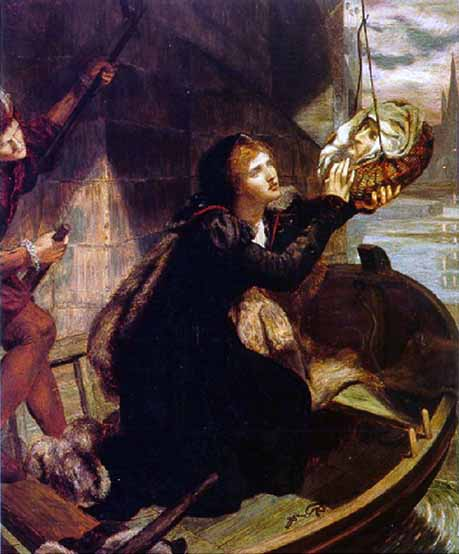
Margaret Roper rettet den Kopf ihres Vaters, von Ford Madox Brown

Margarets ungewöhnlich tiefe Beziehung zu ihrem Vater inspirierte zu diversen Bearbeitungen des Stoffes. Der Maler Ford Madox Brown widmete ihr ein Bild, auf dem sie den Kopf ihres Vaters rettet. Edward Matthew Ward malte Margaret, wie sie ihren Vater das letzte Mal umarmt. John Rogers Herbert zeigt sie im Tower, wie sie ihren Vater in seiner Zelle besucht.
Im Film Ein Mann zu jeder Jahreszeit von 1966 spielte Susannah York die Rolle der Margaret Roper. Sie heiratet im Verlauf des Films William Roper und wird als enge Vertraute ihres Vaters dargestellt, was mitunter zu Eifersuchtsanfällen bei ihrer Stiefmutter Alice führt. Kurz vor seiner Hinrichtung rät ihr Thomas More Margaret, William Roper und Alice, auf getrennten Schiffen England zu verlassen, was historisch nicht nachweisbar ist.
In der ersten Staffel der Fernsehserie Die Tudors spielte Kerry O’Sullivan Margaret Roper. Der Charakter taucht in der ersten Staffel nur flüchtig auf, beim gemeinsamen Gebet der Familie und in einem philosophischen Gespräch mit Thomas More. In der zweiten Staffel übernahm Gemma Reeves den Part. Während Margaret in der ersten Staffel noch sehr jung ist, ist sie in der zweiten Staffel glücklich mit William Roper verheiratet und hat eine Tochter. Ihre enge Beziehung zu ihrem Vater zeigt sich in mehreren Gesprächen mit ihm über die Bedeutung des Martyriums und die Rolle des eigenen Gewissens. Ihre Besuche im Tower werden thematisiert, ebenso ihr Versuch, mit Thomas Cromwell zu verhandeln, als ihre Stiefmutter während der Gefangenschaft Thomas Mores gezwungen ist, ihre eigenen Habseligkeiten zu verkaufen. Die Serie lässt Margaret ihren Vater ein letztes Mal umarmen, allerdings lässt sie die denkwürdige Episode mit Thomas Mores Kopf aus.

## Weitere Anmerkungen
1. ↑  Lateinisches Original in: Percy Stafford Allen (Hrsg.): Erasmus: Opus Epistolarum. Band 8. London/Oxford 1934, S. 299–300 (Nr. 2232).
2. ↑  Englisches Original in: Elizabeth Frances Rogers (Hrsg.): More, Thomas: The Correspondence. Princeton 1947, S. 510–511 (Nr. 203) und S. 538–539 (Nr. 209).
3. ↑  Original in: Elizabeth Frances Rogers (Hrsg.): More, Thomas: The Correspondence. Princeton 1947, S. 504–532 (Nr. 206).
4. ↑  Vgl. Foster Watson (Hrsg.): Vives and the Renascence Education of Women. London 1912, S. 166–167.
5. ↑  Abgedruckt in Moreana. Band 7, 1965, S. 9–63.
6. ↑  Vgl. etwa Thomas More: Dialogue of Comfort Against Tribulation. In: Louis F. Martz, Frank Manley (Hrsg.): Thomas More: The Complete Works. Band 12. New Haven / London 1976.

| Personendaten    | Personendaten                |
| ---------------- | ---------------------------- |
| NAME             | Roper, Margaret              |
| ALTERNATIVNAMEN  | More, Margaret (Geburtsname) |
| KURZBESCHREIBUNG | englische Übersetzerin       |
| GEBURTSDATUM     | 1505                         |
| GEBURTSORT       | Cheapside, London            |
| STERBEDATUM      | Dezember 1544                |
| STERBEORT        | London                       |